# Пирис, Иван
Ива́н Родри́го Пи́рис Легисамо́н (исп. Iván Rodrigo Piris Leguizamón; 10 марта 1989, Итаугуа, Парагвай) — парагвайский футболист, защитник клуба «Либертад» и сборной Парагвая.

## Клубная карьера
Пирис — воспитанник «Серро Портеньо». В 2008 году он впервые был заявлен в основной состав клуба, где провел 3 года, дойдя с ним в 2011 году до 1/2 финала Кубка Либертадорес. В том же году Иван перешёл в «Сан-Паулу», передав права на себя клубу «Депортиво Мальдонадо».
1 августа 2012 года было объявлено, что Пирис за €0,7 млн на правах аренды переходит в «Рому» с правом последующего выкупа за €4 млн.

## Международная карьера
Пирис представлял сборную Парагвая на Кубке Америки 2011, завоевав вместе с командой серебряную медаль.

## Достижения
«Серро Портеньо»
- Чемпионат Парагвая: Ап. 2009